# Canadair CL-44
El Canadair CL-44 era un Avión Turbohélice canadiense de pasajeros y de carga de aviones con base en el Bristol Britannia que fue desarrollado y producido por Canadair a finales de 1959 y principios de 1960. Aunque innovadores, solo una pequeña cantidad de los aviones se produjeron para la Real Fuerza Aérea Canadiense (RCAF) (como el CC-106 Yukon ) y para operadores comerciales en todo el mundo.
El avión lleva el nombre del territorio canadiense de Yukon .

## Diseño y desarrollo

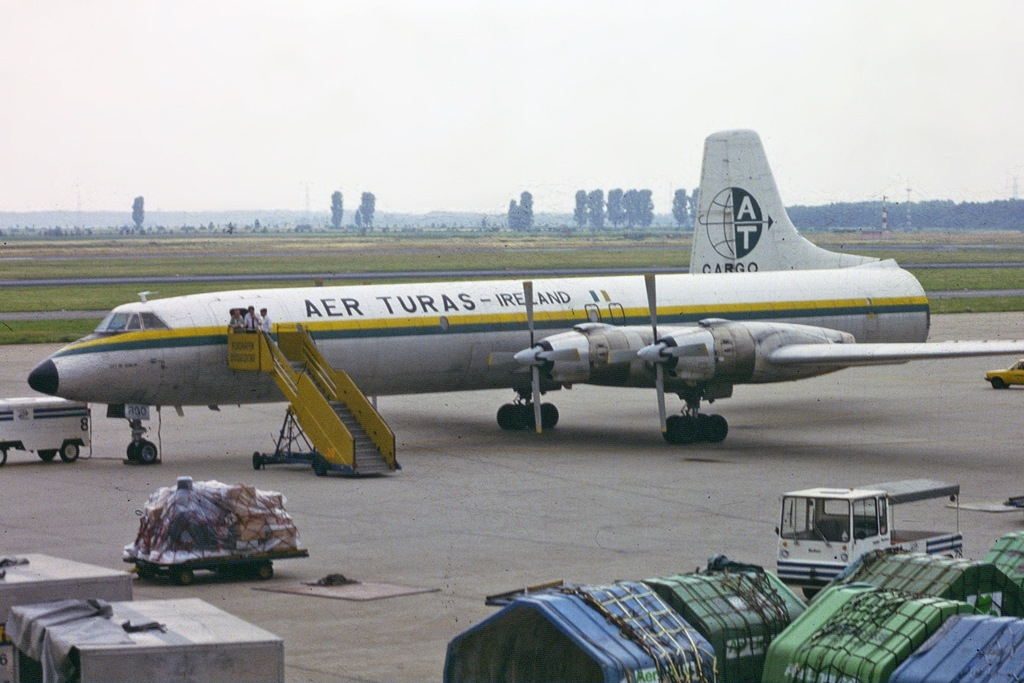
Canadair CL-44 de Aer Turas

En la década de 1950, Canadair adquirió una licencia para construir el avión de pasajeros Bristol Britannia . Su primer uso fue para construir el avión de patrulla Canadair CL-28 Argus fuertemente modificado (designación CP-107 de la RCAF ) que combinaba las secciones de alas y cola del Britannia con un nuevo fuselaje y motores. El avión resultante tenía una velocidad y un techo de servicio más bajos, pero tenía dos bahías de bombas y tiempos de holgazanería mucho más prolongados.
El RCAF requirió un reemplazo para su C-54GM North Star (un rediseño extenso del Douglas C-54 Skymaster . Entre muchos cambios, el nuevo avión propuesto estaba propulsado por motores Merlin . Canadair comenzó a trabajar en un transporte de largo alcance destinado principalmente a proporcionar personal y apoyo logístico para las Fuerzas Canadienses en Europa. En enero de 1957, Canadair recibió un contrato para ocho aviones, que luego aumentó a 12. La designación RCAF para el nuevo diseño fue CC-106 Yukon , mientras que la variante civil de la compañía se conocía como CL- 44 a 6. En el lenguaje de la empresa, el CL-44 era simplemente "el cuarenta y cuatro".
La RCAF especificó que el CL-44 estaría equipado con motores Bristol Orion . Cuando el Ministerio de Abastecimiento británico canceló el programa Orion, la RCAF revisó las especificaciones para sustituir al Rolls-Royce Tyne 11 . El fuselaje CL-44 se alargó, haciéndolo 12 pies 4 pulgadas (3,75 m) más largo que el Britannia 300 con dos grandes puertas de carga agregadas en el lado de babor en algunos aviones, mientras que la cabina se presurizó para mantener una altitud de cabina de 2400 m a 9000 m (30 000 pies). El diseño utilizó alas y controles CL-28 modificados. El Yukon podía acomodar a 134 pasajeros y una tripulación de nueve. En la función de evacuación de heridos, podrían necesitarse 80 pacientes y una tripulación de 11.
El lanzamiento del Yukon fue casi un desastre porque el prototipo no pudo ser empujado fuera del hangar ya que la aleta vertical no pudo despejar las puertas del hangar.  El primer vuelo tuvo lugar el 15 de noviembre de 1959 en el aeropuerto de Cartierville . Durante los vuelos de prueba se encontraron muchos problemas, desde una falla eléctrica completa hasta que los motores se aflojan y casi se caen. Rolls-Royce tuvo problemas para entregar los motores, lo que provocó que los "planeadores Yukon", llamados sarcásticamente, estuvieran estacionados fuera de Canadair en 1961.

## Historial operativo
Inicialmente, el CL-44-6 se produjo para la RCAF como CC-106 Yukon . Una vez que se resolvieron los problemas iniciales, en el servicio RCAF, el Yukon funcionó bien y en diciembre de 1961, un Yukon estableció un récord mundial para su clase cuando voló 6.750 millas (10.860 km) desde Tokio a la estación RCAF de Trenton, Ontario, en 17 horas, tres minutos a una velocidad promedio de 400 mph (640 km / h). Más tarde, un Yukon estableció un nuevo récord al permanecer en el aire durante 23 horas y 51 minutos. Estos récords no se rompieron hasta que el Boeing 747SP en 1975 los superó. En el momento de su retiro, los Yukons habían volado 65 millones de millas, 1,5 mil millones de millas de pasajeros y 360 millones de toneladas-millas.
El CL-44D4 fue considerado brevemente para su compra por la Fuerza Aérea de los Estados Unidos en la década de 1960, pero el proyecto nunca culminó debido a la reacción política en Canadá y Estados Unidos . La compra de la USAF del CL-44 se complicó por dos factores. Se produjo a raíz de la cancelación del Avro Canada CF-105 Arrow e involucró un "acuerdo de intercambio" en el que 100 McDonnell F-101 Voodoo se obtuvieron cazas a cambio de un contrato de 232 transportes CL-44-D4 para el Servicio de Transporte Aéreo Militar (MATS). La controversia política que resultó provocó problemas para que una empresa con sede en Quebec recibiera un contrato poco después de que una empresa con sede en Ontario perdiera un contrato importante. La USAF también descubrió rápidamente que comprar un avión extranjero no era fácil cuando las empresas estadounidenses querían el negocio y renunciaron al contrato a Canadair, otorgando un pedido a Boeing por el Boeing KC-135 Stratotanker .

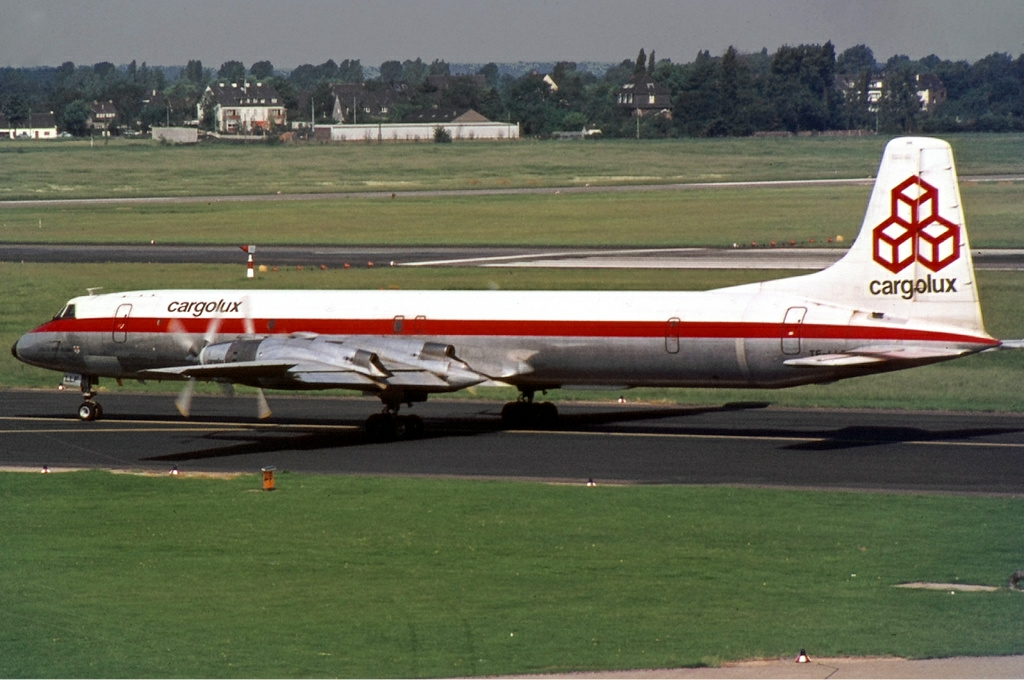
Cargoluxv también opero Canadair CL-44

En la variante de avión de carga CL-44D4, toda la sección de cola estaba articulada. Se puede abrir utilizando actuadores hidráulicos para cargar artículos grandes rápidamente. Un sello inflable en la rotura de las bisagras permitió mantener la presión de la cabina y ocho cerraduras operadas hidráulicamente aseguraron la integridad estructural. La cola se podía abrir desde los controles dentro de la cola en 90 segundos. Los controles de vuelo en la articulación se mantuvieron mediante un sistema de almohadillas de empuje.
El CL-44D4 fue el primer avión grande en poder "balancear" su cola, aunque algunos aviones navales pequeños tenían esta característica para facilitar el almacenamiento. Sin embargo, estos requerían aparejos antes del vuelo. Solo cuatro clientes originales compraron y operaron el CL-44D4.

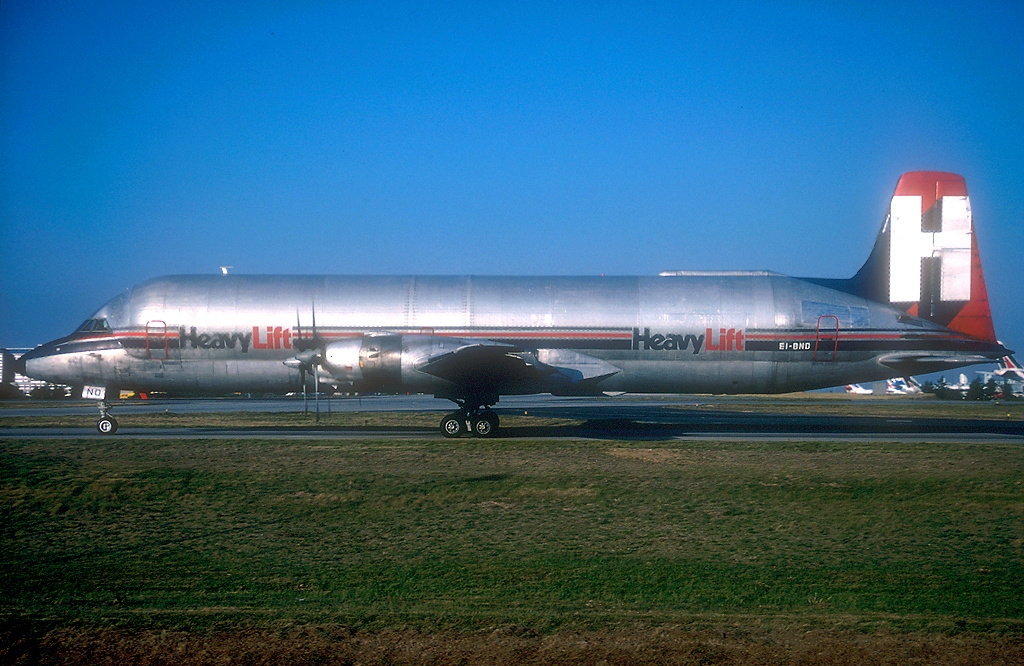
Conroy Skymonster, version del Canadair CL-44

Loftleiðir fue el único operador de pasajeros del CL-44J, variante del CL-44D4 estirado a pedido de Canadair. Era el avión de pasajeros más grande que volaba sobre el Océano Atlántico en ese momento. Loftleiðir comercializó el CL-44J con el nombre de "Rolls-Royce 400 PropJet". Esto llevó a la confusión de que el CL-44J a veces se conoce como Canadair-400. Loftleiðir Icelandic Airlines se fusionó con Air Iceland en 1973 y se convirtió en la actual Icelandair .

## Versiones
- CL-44-6
  - Versión construida para la Real Fuerza Aérea Canadiense como CC-106 Yukon , 12 construidos
- CL-44D4-1
  - Aviones civiles , comerciales de carga , prototipos civiles y aviones de producción para Seaboard World Airlines , ocho construidos.
- CL-44D4-2
  - Aviones de carga comerciales civiles construidos originalmente para Flying Tiger Line , 13 construidos.
- CL-44D4-6
  - Aviones de carga comerciales civiles construidos originalmente para Slick Airways , cuatro construidos.
- CL-44D4-8
  - Avión civil para Icelandic Airlines Loftleidir, dos construidos (versión civil para pasajeros)
- CL-44J
  - Cuatro aviones CL-44D4 estirados por Canadair a pedido de Icelandic Airlines Loftleiðir , con una sección, 10 pies 1 pulgada (3,07 m) hacia adelante del ala y otra sección de 5 pies 1 pulgada (1,55 m) hacia atrás del ala. Esto permitió la instalación de 29 asientos adicionales, llevando la capacidad a 189 pasajeros. El peso máximo de despegue se mantuvo igual ya que el peso extra se compensó retirando los tanques del ala central. Por tanto, se puede decir que el tramo fue un intercambio de capacidad por alcance.
- CL-44-O
  - También conocido como Skymonster y CL-44 Guppy . El CL-44-O era un solo CL-44D4-2 (c / n 16) convertido por Conroy Aircraft , quien quitó el caparazón del fuselaje sobre la línea del piso y reconstruyó un fuselaje agrandado para convertirlo en un avión tipo Guppy . Estaba destinado a transportar módulos de motor Rolls-Royce RB211 a los Estados Unidos para el L-1011 TriStar de Lockheed .

## Operadores

### Operadores civiles
Operadores civiles 
Cuatro clientes originales que compraron y operaron el CL-44D4 fueron: Seaboard World Airlines, The Flying Tiger Line, Slick Airways y Icelandic Airlines Loftleiðir. Todos los demás operadores operaban aviones de segunda mano.
operadores originales
- Argentina
  - Transporte Aéreo Rioplatense
  - Aerotransportes Entre Ríos
- Australia
  - HeavyLift Cargo Airlines fue uno de los operadores del CL-44 Guppy.
- Canadá
  - Beaver Enterprises (el distribuidor compró CC-106 de la RCAF)
- Colombia
  - Aerocondor Colombia (compró un CL-44-6 en 1974)
  - AeroNorte Colombia (ahora Líneas Aéreas Suramericanas ) (compró un CL-44J en 1984) [3]
- Chipre
  - Cyprus Airways (arrendado un CL-44D4-1 1978-1980)
- Ecuador
  - AECA Carga operada CL-44D-4-1
  - Andes Airlines
- El Salvador
  - TACA International Airlines (una CL-44-6 arrendada en 1974)
- Gabón
  - SOACO
- Indonesia
  - Bayu Indonesian Air
- Islandia
  - Loftleiðir
- Irlanda
  - Aer Turas
- Líbano
  - Trans Mediterranean Airways (arrendado)
- Libia
  - United African Airlines  más tarde se convirtió en Jamahiriya Air Transport
- Luxemburgo
  - Cargolux
- Marruecos
  - Royal Air Maroc (un avión arrendado en 1980)
- Perú
  - Aeronaves de Perú
- España
  - Cargosur
- Suiza
  - Transvalair operó dos aviones.
- Reino Unido
  - BOAC operó un servicio de carga transatlántico (Londres-Manchester-Nueva York) con un avión alquilado a Seaboard World Airlines desde 1963 hasta 1965.
  - British Cargo Airlines
  - Transmediterran Air Cargo operó un total de ocho CL-44, incluidos los aviones Guppy .
- Estados Unidos
  - Aeron International Airlines
  - Air Express International
  - Flying Tiger Line
  - Seaboard World Airlines
  - Slick Airways
  - Tradewinds Airways
  - Wrangler Aviation
- Uruguay
  - Aero Uruguay
  - Atlántida Línea Aérea Sudamericana (ALAS)
- Zaire
  - Societé Générale d'Alimentation (SGA) (tres CL-44-6 de 1973)
  - Tramaco
  - Vic Air Cargo más tarde Virunga Air Cargo

### Operadores militares
- Canadá
  - Real Fuerza Aérea Canadiense
  - El Escuadrón n.º 412 RCAF utilizó dos aviones como transportes VIP.
  - Escuadrón n.º 426 RCAF
  - Escuadrón n.º 436 RCAF
  - El Escuadrón n.º 437 de la RCAF recibió 11 Yukons con dos como aviones cisterna.
  - No. 4 (Transporte) Unidad de Capacitación Operativa RCAF
  - Fuerzas canadienses

## Accidentes e incidentes
- 21 de marzo de 1966: N453T, Flying Tiger Line , se estrelló al aterrizar en NAS Norfolk , Virginia, debido a la inexperiencia de la tripulación.
- 24 de diciembre de 1966: mientras intentaba aterrizar en medio de una densa niebla en el aeropuerto internacional de Da Nang , un Flying Tiger Line CL-44 se estrelló contra la aldea de Binh Thai , matando a los cuatro tripulantes a bordo y a 107 personas en tierra.
- 2 de diciembre de 1970: TF-LLG Cargolux Airlines SA se estrelló al acercarse a Dacca cuando se activó el sistema de bloqueo de controles.
- 20 de julio de 1972: LV-JYR, Aerotransportes Entre Ríos - AER desapareció en un vuelo de carga desde el Aeropuerto Internacional de Carrasco , Montevideo , Uruguay a Santiago , Chile , con la pérdida de cinco tripulantes.
- 22 de diciembre de 1974: G-AWSC, Tradewinds Airways , cancelado tras un daño en un aterrizaje forzoso en Lusaka, Zambia
- 2 de septiembre de 1977: G-ATZH se estrelló contra el mar mientras intentaba aterrizar de emergencia después de que un incendio en un motor se extendiera al ala después de despegar del aeropuerto de Hong Kong Kai Tak , los cuatro tripulantes murieron.
- 6 de julio de 1978: G-BCWJ, Tradewinds Airways, cancelado después de los daños causados cuando el tren principal se retrajo después de un aterrizaje forzoso en Nairobi , Kenia.
- 4 de noviembre de 1980: 5B-DAN, Cyprus Airways , dañado irreparablemente después de un aterrizaje de emergencia en RAF Akrotiri , Chipre.
- 18 de julio de 1981: colisión en el aire de Armenia con un Sukhoi Su-15 soviético , que provocó la muerte de 3 tripulantes y 1 pasajero.
- 6 de abril de 1986: HK-3148X de Líneas Aéreas Suramericanas, Colombia se estrelló al acercarse a Barranquilla, Colombia
- 14 de abril de 2000: 3C-ZPO sufrió daños irreparables cuando las municiones se incendiaron mientras estaban en tierra en Kinshasa.

## Aviones supervivientes
Los CC-106 Yukons se retiraron en marzo de 1971 y fueron reemplazados por el Boeing 707 (CC-137). Los Yukons podrían haber servido más tiempo con el Comando de Transporte Aéreo de las Fuerzas Canadienses, pero por dos factores: la necesidad de una aeronave que pudiera operar como un tanquero de reabastecimiento de combustible en vuelo, y la escasez crónica y el alto costo de repuestos, esto último como resultado de la CL -44 nunca había entrado en producción a gran escala. Todos los Yukons se vendieron a operadores sudamericanos y africanos, ya que no pudieron registrarse en América del Norte o Europa, ya que la FAA se negó a certificar los parabrisas originales que provenían del Bristol Britannia porque no cumplían con los estándares de visión de la tripulación de vuelo. Los parabrisas de General Dynamics CV880 / 990 eran lo suficientemente compatibles como para ser adoptados en la estructura de la cabina de vuelo, pero el costo era prohibitivo. El CC-106 tenía el parabrisas original de Bristol Britannia y, al retirarse de las operaciones de RCAF, el costo de conversión se estimó en $ 250,000.00 por unidad, solo el costo excluyó su uso en América del Norte y Europa. En 1974, se otorgó una exclusión especial para el CC-106 (Cargo) para operaciones civiles en Canadá.

## Especificaciones CL-44D

### Características generales
- Tripulación: 2 pilotos, 1 ingeniero de vuelo más maestros de carga según sea necesario.
- Capacidad: 160 pasajeros y 66 048 lb (29 959 kg) de carga útil
- Longitud: 136 pies 11 pulg (41,73 m)
- Envergadura: 142 pies 4 pulgadas (43,37 m)
- Altura: 36 pies 8 pulgadas (11,18 m)
- Área del ala: 2075 pies cuadrados (192,7 m² )
- Peso vacío: 88 952 lb (40 348 kg)
- Peso máximo al despegue: 210 000 lb (95 000 kg)
- Planta motriz: 4 × turbopropulsores Rolls-Royce Tyne 515/50, 5730 shp (4270 kW) cada uno
- Hélices: hélices de paso variable de 4 palas

### Rendimiento
- Velocidad máxima: 420 mph (670 km / h, 360 kn)
- Velocidad de crucero: 401 mph (646 km / h, 349 kn)
- Alcance: 5,588 mi (8,993 km, 4,856 nmi)
- Techo de servicio: 30.000 pies (9.100 m)